# Itagüí Leones
Itagüí Leones Fútbol Club, kortweg Leones FC, is een Colombiaanse voetbalclub uit Itagüí.
De club werd in 1957 opgericht als Deportivo Rionegro en speelde lang op amateurniveau in Rionegro. In 1991 was de club een van de startende clubs in de toen nieuwe competitie op het tweede niveau de Categoría Primera B. In 2013 verhuisde de club naar Turbo en de naam Leones werd in 2015 door de bond goedgekeurd. Datzelfde jaar ging de club in Itagüí spelen waardoor de club vanaf 2016 bekend stond als Itagüí Leones.
In de Categoría Primera B eindigde de club driemaal op een tweede plaats (2001, 2008 en 2017). In 2017 promoveerde Itagüí Leones voor het eerste naar de Categoría Primera A. Hier eindigde de club in 2018 als 20e waardoor ze na één seizoen weer degradeerden.

## Bekende (oud-)spelers
- Iván Córdoba (1993–95)
- Samuel Vanegas (1996)
- Vladimir Marín (1999–01)
- Neider Morantes (2005)
- René Higuita (2008–09)
- Jefferson Duque (2010–12)

Atlético · Barranquilla · Bogotá · Boyacá Chicó · Boca Juniors de Cali · Cortuluá · Deportes Quindío · Deportivo Pereira · Fortaleza · Itagüí Leones · Llaneros · Orsomarso · Real Cartagena · Real San Andrés · Tigres · Valledupar